# Gornja Bočinja
Gornja Bočinja (en serbe cyrillique : Горња Бочиња) est un village de Bosnie-Herzégovine. Il est situé dans la municipalité de Maglaj, dans le canton de Zenica-Doboj et dans la fédération de Bosnie-et-Herzégovine. Selon les premiers résultats du recensement bosnien de 2013, il compte 24 habitants.

## Démographie

### Évolution historique de la population
| 1948 | 1953 | 1961  | 1971  | 1981 | 1991 | 2013 |
| ---- | ---- | ----- | ----- | ---- | ---- | ---- |
| -    | -    | 1 644 | 1 085 | 902  | 780  | 24   |

|  |